# Гарднар Маллой
Гарднар Маллой (англ. Gardnar Mulloy; 22 листопада 1913 — 14 листопада 2016) — колишній американський тенісист.
Найвищу одиночну позицію світового рейтингу — 6 місце досяг 1947 року (за даними Гаррі Гопмана).
Здобув 60 одиночних титулів.
Перемагав на турнірах Великого шолома в парному розряді.
Завершив кар'єру 1969 року.

## Фінали турнірів Великого шолома

### Одиночний розряд (1 поразка)
| Результат | Рік  | Турнір                     | Покриття | Суперник      | Рахунок       |
| --------- | ---- | -------------------------- | -------- | ------------- | ------------- |
| Поразка   | 1952 | Національний чемпіонат США | Трава    | Френк Седжмен | 1–6, 2–6, 3–6 |

### Парний розряд (5–9)
| Результат | Рік  | Турнір                     | Покриття | Партнер              | Суперники                    | Рахунок                   |
| --------- | ---- | -------------------------- | -------- | -------------------- | ---------------------------- | ------------------------- |
| Поразка   | 1940 | Національний чемпіонат США | Трава    | Вейн Сейбін          | Джек Креймер Тед Шредер      | 7–6, 4–6, 2–6             |
| Поразка   | 1941 | Національний чемпіонат США | Трава    | Генрі Прусофф        | Джек Креймер Тед Шредер      | 4–6, 6–8, 7–9             |
| Перемога  | 1942 | Національний чемпіонат США | Трава    | Білл Талберт         | Тед Шредер Сідні Вуд         | 9–7, 7–5, 6–1             |
| Перемога  | 1945 | Національний чемпіонат США | Трава    | Білл Талберт         | Боб Фалкенбурґ Джек Туеро    | 12–10, 8–10, 12–10, 6–2   |
| Перемога  | 1946 | Національний чемпіонат США | Трава    | Білл Талберт         | Дон Макніл Френк Ґернсі      | 3–6, 6–4, 2–6, 6–3, 20–18 |
| Поразка   | 1948 | Вімблдонський турнір       | Трава    | Том Браун (тенісист) | Джон Бромвіч Френк Седжмен   | 7–5, 5–7, 5–7, 7–9        |
| Перемога  | 1948 | Національний чемпіонат США | Трава    | Білл Талберт         | Френк Паркер Тед Шредер      | 1–6, 9–7, 6–3, 3–6, 9–7   |
| Поразка   | 1949 | Вімблдонський турнір       | Трава    | Тед Шредер           | Панчо Гонсалес Френк Паркер  | 4–6, 4–6, 2–6             |
| Поразка   | 1950 | Чемпіонат Франції          | Ґрунт    | Дік Севітт           | Кен Мак-Грегор Френк Седжмен | 2–6, 6–2, 7–9, 5–7        |
| Поразка   | 1950 | Національний чемпіонат США | Трава    | Білл Талберт         | Джон Бромвіч Френк Седжмен   | 5–7, 6–8, 6–3, 1–6        |
| Поразка   | 1951 | Чемпіонат Франції          | Ґрунт    | Дік Севітт           | Кен Мак-Грегор Френк Седжмен | 3–6, 4–6, 4–6             |
| Поразка   | 1953 | Національний чемпіонат США | Трава    | Білл Талберт         | Рекс Гартвіг Мервін Роуз     | 4–6, 6–4, 4–6, 2–6        |
| Перемога  | 1957 | Вімблдонський турнір       | Трава    | Бадж Петті           | Ніл Фрейзер Лью Гоуд         | 8–10, 6–4, 6–4, 6–4       |
| Поразка   | 1957 | Національний чемпіонат США | Трава    | Бадж Петті           | Ешлі Купер Ніл Фрейзер       | 6–4, 3–6, 7–9, 3–6        |

### Мікст (2 поразки)
| Результат | Рік  | Турнір                     | Покриття | Партнер      | Суперники              | Рахунок       |
| --------- | ---- | -------------------------- | -------- | ------------ | ---------------------- | ------------- |
| Поразка   | 1955 | Національний чемпіонат США | Трава    | Ширлі Фрай   | Доріс Гарт Вік Сайксес | 5–7, 7–5, 2–6 |
| Поразка   | 1956 | Вімблдонський турнір       | Трава    | Алтея Гібсон | Ширлі Фрай Вік Сайксес | 6–2, 2–6, 5–7 |